# Roupala barnettiae
Roupala barnettiae là một loài thực vật có hoa trong họ Quắn hoa. Loài này được Dorr miêu tả khoa học đầu tiên năm 1991 publ. 1992.